# Skär dyngskål
Skär dyngskål (Iodophanus carneus) är en svampart som först beskrevs av Christiaan Hendrik Persoon, och fick sitt nu gällande namn av Korf 1967. Skär dyngskål ingår i släktet Iodophanus och familjen Pezizaceae.  Arten är reproducerande i Sverige. Inga underarter finns listade i Catalogue of Life.